# Národní park Grand Canyon
Národní park Grand Canyon (anglicky: Grand Canyon National Park) je státem chráněné území ve Spojených státech amerických. Tento národní park, jehož převážnou část tvoří Velký kaňon (Grand Canyon), byl založen 26. února 1919. Rozkládá se na celkové ploše cca 4900 km² v okresech Coconino a Mohave v Arizoně. Patří mezi nejúchvatnější přírodní výtvory na naší planetě a vyhledávají ho turisté z celého světa.